# Estádio Tancredo Neves
Estádio Tancredo Neves – stadion piłkarski, w Tianguá, Ceará, Brazylia, na którym swoje mecze rozgrywa klub Tianguá Esporte Clube.